# SeeU
SeeU（시유）是韓國廣播媒體公司SBS前子公司SBS Artech开发的歌声合成软件Vocaloid歌声库，根据当时预备出道的韩国女子组合Glam成員多喜录制的歌声数据开发。其封面人物即同名虚构人物是由韩国插画家Kkuem作造型设计，曾作为虚拟艺人被SBS Artech和Big Hit娱乐制作而登台表演。目前，SeeU在SBS A&T的授权下由ST Media管理。

## 特征
SeeU，品名《Vocaloid 3 Library SV01 SeeU》，是由SBS Artech开发的Vocaloid歌声库组合，包含一部韩语歌声库「SeeU_SV01_KOR」和一部日语歌声库「SeeU_SV01_JPN」，适用于Vocaloid 3 Editor及更高版本，支持Windows，推荐节奏在每分钟60至170拍之间，推荐音域在C3至C5之间，推荐流派为韓國流行音樂和抒情流行。其中，由于英语歌声库开发周期过长尚未完成，便不得已在韩语歌声库中额外添加了四个音素：f（further）、v（vine）、z（zoo）、C（receive）和@r（singer）。

## 发展
SeeU是由SBS Artech视觉艺术部的Vocaloid项目组发起，此外还有Big Hit娱乐参与合作。Vocaloid项目组组长金宰晙（音）之所以能与Vocaloid结缘，因为他有一个喜欢日本ACG文化的儿子，2009年的时候，他正值12岁的儿子特别喜欢一首由Ryo创作、使用初音未来合成歌声的歌曲〈Melt〉，还着迷到特意去练习日语和钢琴，金宰晙出于父爱也跟着喜欢上Vocaloid歌曲。之后，在与Big Hit娱乐的战略规划总监尹碩晙的一次餐桌闲聊后，金宰晙萌生出打造一款Vocaloid歌声库的想法，并回到公司后着手项目提案，并决定与Big Hit娱乐合作，Big Hit娱乐老板房時爀不仅对新兴音乐市场感兴趣，还热衷于日韩音乐交流。2010年夏天，金宰晙联系上雅马哈，从Vocaloid的开发者剑持秀纪了解到技术概况。2010年8月，SBS Artech管理支援组副经理金南正（音）负责此项目的审查，考虑到此项目是针对小众文化，便认真考察了各个战略部分，之后得出此项目有足够的发展潜力，便批准了此项目。
2011年2月，视觉艺术部经理金孝恩（音）完成编写韩语的录音脚本后，SeeU的开发正式启动，配音员是当时预备出道的韩国女子组合Glam成員多喜。因为SeeU项目是与Big Hit娱乐合作，所以配音员的人选便是Big Hit娱乐的签约艺人，在众多候选人中，多喜有着最好的发声，她的歌声数据在导入引擎后能够合成出很好的音质和稳定的音调，而且多喜的音域也很广，所以录制得也很顺利，并且为了像K-pop那样进入日本市场，便也开发了日语的歌声库，当时还准备英语的歌声库，原定是在2012年年底发售。
2011年5月，SBS Artech与Big Hit娱乐签订商业协议，决定共同开展SeeU的音乐和内容业务。2011年6月8日，SBS Artech代表洪圣珠（音）、房時爀和多喜赴日本出席了雅马哈举办的Vocaloid 3发布会，雅马哈演示了开发中的韩语歌声库。2011年8月30日，SBS Artech公布由韩国插画家Kkuem为SeeU创作的虚拟形象，以及年龄12岁、身高159cm和体重44.5kg的背景信息，SBS Artech的构想是五官俏丽、声音稚气、性格有些傲娇、又有些霸道的迷人角色，SeeU也是由金孝恩本人命名的，灵感是来自美国电影《阿凡达》里的台词「I See You」（意为我看见你或我感受到你），寄语是来自不同生活环境且不会韩语的人可以通过Vocaloid进行交流、产生共鸣、并实现和谐。
2021年10月21日，ST Media开展纪念SeeU发行十周年的项目「SeeU 10th Anniversary」，并开启了部分资金的群眾募資，目标金额是一千三百万韩元，在开启后一小时内达成。

## 市场营销
2011年10月21日，《Vocaloid 3 Library SV01 SeeU》在韩国上市。2011年12月16日，《Vocaloid 3 Library SV01 SeeU》在日本上市，同时多喜再赴日本出席了雅马哈举办的Vocaloid 3发布纪念会「Vocafarre ～第0章～」。2012年4月28日，Glam全员出席了日本多玩國举办的展会「Niconico超会议」中的会场「超Vocaloid区」。

### 竞赛
2011年11月17日，SBS Artech为征集SeeU的第一张官方合辑而举办了「第一届Vocaloid SeeU UGC大赛」（暂译），此活动于2012年1月12日结束，要求活动参与者将自己原创歌曲以音乐视频的形象上传至韩国视频分享网站Daum Tvpot Tvpot，评分由评审团和网友决定。最终，SBS Artech于2012年2月3日在SBS木洞广播中心举办颁奖典礼，由SBS主持人金敏智主持，由化妆品品牌I.Myss赞助，特等奖是由Chorong-Agui创作的〈各个战斗〉（각개전투）。2013年9月9日，ST Media为准备SeeU的第一场官方演唱会而举办了「第二届Vocaloid SeeU UGC大赛」（暂译），此活动于2013年11月3日结束，要求活动参与者将自己原创歌曲以音乐视频的形式上传至美国视频分享网站YouTube。最终结果于2013年12月2日公布，大赏奖是由Team.Fois创作的〈Higher。!〉。

### 作为虚拟艺人
2012年7月22日，组合Glam在韩国節目《人气歌谣》中出演〈Glamorous〉的舞台，SBS Artech通过全息摄影技术让SeeU的虚拟形象以三维模型的形式中途登场，在此之前，韩国电视节目上从未有过虚拟的虚构人物登场演出，SBS Artech希望以此为噱头来提升SeeU的知名度，为了保证效果还特意用了一台国内稀罕的输出30,000 ANSI流明的投影仪。節目播出后韩国观众对这新奇的事物的反映激烈，但由于制作的时间不足导致效果有所缺陷，观众的评价也褒贬不一。2012年12月29日，SeeU的虚拟随Glam一同登上特别节目《SBS歌謠大戰》出演〈I Like That〉的舞台。此次SeeU的演出效果改进提升了不少，观众的反映也没有之前那般抵触。
2014年5月24日，ST Media在首尔现场音乐表演场地AX-Korean举行了SeeU的第一场官方演唱会「Vocaloid SeeU Hologram Concert」，副标题是「The First of the Last」，通过Crecrew Store售票，此次演唱会还有中国的Vocaloid角色言和登场。

### 内容平台
2011年年末，SBS Artech为SeeU开设UGC分享网站Crecrew和销售相关商品的平台Crecrew Store。2013年8月21日，SBS Artech宣布由于营收持续赤字和网站人气下滑，Crecrew将于2013年9月30日24:00闭站，并建议爱好者迁移至韩国论坛网站Naver Cafe上由韩国Vocaloid-P Dr. Yun开设的Cafe「Vocaloid Empire」。2013年10月1日，Crecrew于早上9:00正式闭站，Crecrew Store维持运营。2017年，Crecrew Store闭站。
VMPK，全称Vocaloid Music Publishing Korean，是由SBS Artech和雅马哈韩国合作建立的唱片公司，用于处理UGC内容的版权管理，收取比其他经纪公司更少的服务费抽成。

### 演示曲
由SBS Artech发布的演示曲：
1. 〈Run〉，3分17秒，Dr.Owl作词曲[25]
2. 〈Never Let You Go（英语：Can't Let You Go Even If I Die）〉，3分53秒，翻唱，2AM原唱，"Hitman" Bang作词曲，WonderKid编曲[26]
3. 〈Shining Star〉，3分34秒，Atom作词曲，Kim Seung混音[27]
4. 〈I=Fantasy〉，3分49秒，"Hitman" Bang制作，"Hitman" Ban、安芭·謝普赫爾德、那林德·辛格作词曲，安芭·謝普赫爾德、那林德·辛格编曲，C.W.Yang@Big Hit Studio混音[28]
5. 〈Umbrella〉，1分39秒，Sebin制作[29]
6. 〈Negai o komete〉（願いを込めて），3分34秒，〈우린 할수 있어〉原曲，Fly Dragon作词曲，Silver Bell和White Ssang编曲[30]
7. 〈Ashita o Muite〉（明日を向いて），3分2秒，Omi作词曲和制作[31]

由Bplats发布的演示曲：
1. 〈Ita-Basami〉，3分30秒，鬼岛作词曲[32]
2. 〈Mission〉，4分54秒，U-sy作词，Yaichi作曲[33]
3. 〈Mission〉，4分54秒，韩语版，Wataame作词，Yaichi作曲[34]
4. 〈神话色的Mystery〉（神話色のミステリイ），3分55秒，Ai$Kon作词曲[35]

## 其他媒体

### 合辑
| 标题                                        | 专辑详情                                                                 | 最高排行榜名次 | 最高排行榜名次 | 认证 |
| 标题                                        | 专辑详情                                                                 | 韩国           | 日本           | 认证 |
| ------------------------------------------- | ------------------------------------------------------------------------ | -------------- | -------------- | ---- |
| 《SV01 SeeU's Compilation Album》           | - 发行日期：2012年10月19日 - 唱片公司：VMPK - 格式：CD，流媒体，数字下载 | ——             | ——             |      |
| 《SV01 SeeU's Compilation Album》（日语版） | - 发行日期：2012年10月29日 - 唱片公司：Bplats - 格式：CD                 | ——             | ——             |      |
| 《Re:Birth -SeeU 10th Anniversary Album-》  | - 发行日期：2022年4月7日 - 唱片公司：ST Media - 格式：数字下载，流媒体   | ——             | ——             |      |
| “——”表示专辑未上榜或未在该地区发行。        |                                                                          |                |                |      |

### 现场演出
| 日期                | 活动                           | 城市       | 演出歌曲 | 参考          |
| ------------------- | ------------------------------ | ---------- | --- | ------------- |
| 2012年12月29日      | SBS歌謠大戰                    | 首尔特别市 | 〈I Like That〉 | [ 20 ]        |
| 2014年5月24日       | Vocaloid SeeU Hologram Concert | 首尔特别市 | 〈Love is You〉〈Be My Boy〉〈Rain〉〈Pain Killer〉〈Cube〉〈〉〈Higher!〉〈〉，〈〉〈〉〈Party! Party!〉〈〉〈〉〈The First or the Last〉 | [ 21 ] [ 22 ] |
| 2015年8月1日        | 心之声 影之诗                  | 上海市     | | [ 36 ]        |
| 2015年8月21日至23日 | 第八届厦门国际动漫节           | 厦门市     | | [ 37 ]        |

### 其他
由Mamama根据Kkuem的插图创建的三维模型「Mamama式SV01 SeeU」收录于日本杂志《Windows100%》2012年2月号。

## 反响
SeeU在韩国的销量比SBS Artech预期的要低，在日本也受到反韩情绪的影响，同样未达到预期。
日本Vocaloid-P Toku-P评价SeeU的声音虽然沙哑，但音色很好，适合各种音乐流派。多喜表示原因自己本就是烟嗓。

## 遗留
2013年1月19日，韩国同人唱片公司MVZ Production运用光雕投影搭配三维模型为SeeU举办了一场同人音乐会“疯狂粉丝非正式B級不要问自制SeeU音乐会”（暂译）。

## 流行文化中
〈Hide and Seek〉（숨바꼭질）是韩国Vocaloid-P Ho-ong-i（호옹이）的歌曲，作为「第一届Vocaloid SeeU UGC大赛」的参赛作品，音乐视频发布于2012年1月9日，未发行。2014年10月21日，美国翻唱歌手Lizz Robinett发布此曲的英语翻唱版音乐视频，之后作为单曲通过Burnt Toast Records于2015年1月1日发行。2020年12月18日，经由中国歌手周深改编成歌曲〈天堂岛之歌〉在中国网综《明星大偵探》第6季特別篇“NZND頂牛演唱會”演唱。

## 发行历史
| 区域     | 日期           | 格式     | 发行商     | 来源   |
| -------- | -------------- | -------- | ---------- | ------ |
| 韩国     | 2011年10月21日 | DVD      | SBS Artech | [ 9 ]  |
| 日本     | 2011年12月16日 | DVD      | Bplats     | [ 11 ] |
| 中国     | 2011年12月16日 | DVD      | Bplats     | [ 44 ] |
| 世界各地 | 2017年8月23日  | 数字下载 | ST Media   | [ 45 ] |
| 世界各地 | 2017年8月23日  | DVD      | ST Media   | [ 45 ] |

## 備註
1. ↑  SBS Artect在2014年5月1日与SBS NewsTech合并为SBS A&T。
2. ↑  韩国女子组合Glam最终于2012年7月19日出道；多喜现更名金詩媛（音）。
3. ↑  ST Media是由SBS A&T和韩国Vocaloid-P（日语：ボカロP） Dr. Yun合资成立的公司。